# First Market Tower
525 Market Street, una vez conocida como First Market Tower, es un rascacielos de oficinas en la esquina suroeste de las calles First y Market en el Distrito Financiero de la ciudad de San Francisco, en el estado de California (Estados Unidos). La torre de 161 m y 39 pisos fue el segundo edificio de oficinas más grande por metros cuadrados en la ciudad (después de 555 California Street) cuando se completó en 1973.